# Schefflera subintegra
Schefflera subintegra là một loài thực vật có hoa trong Họ Cuồng cuồng. Loài này được (Craib) C.B.Shang miêu tả khoa học đầu tiên năm 1984.